# Exodus International
Exodus International war der  „größte christliche Informationsdienst“ der Ex-Gay-Bewegung, der von 1976 bis 2013 bestand.
Die Organisation vertrat den Standpunkt, dass Menschen nicht homosexuell geboren werden, sondern dass die homosexuelle Ausrichtung durch unbewusste Dinge wie Missbrauch oder Ablehnung in der früheren Entwicklung des Menschen entsteht und vertrat die Überzeugung, dass ein Wechsel der sexuellen Orientierung von homosexuell zu heterosexuell möglich sei. Sie glaubten, dass Homosexuelle durch Reparative Therapien, Gebete und „durch die verändernde Kraft des Herrn Jesus Christus“ geheilt werden könnten.
Exodus International wurde im Jahr 1976 gegründet und war eine konfessionsunabhängige christliche Organisation, die im Oktober 2008 – nach eigenen Angaben –  „über 120 lokale Dienste in den USA und Kanada sowie über 150 Dienste in 17 weiteren Ländern“ umfasste. Das „Unterstützungssystem“ von Exodus für Homosexuelle bestand aus einer Gemeinde, einem Therapeuten und einer Unterstützergruppe. Exodus bot unter anderem jährliche Konferenzen und Vorträge an. Letzter Präsident von Exodus war Alan Chambers. Sein Amtsvorgänger war Andrew Comiskey. Im Juni 2013 kündigte Alan Chambers die Auflösung der Organisation an und entschuldigte sich für den Schaden, den er bei homosexuell empfindenden Menschen angerichtet habe.

## Kritik
Reparative Therapie, wie jede Therapie, die die Änderung der sexuellen Orientierung eines Patienten anstrebt, ist in den vergangenen Jahren in die Kritik geraten. Es gibt keine fundierte Evidenz für ihre Wirksamkeit, und die meisten führenden Fachverbände sind der Ansicht, dass sie – insbesondere für junge Patienten – potentiell schädlich ist. Ein offizielles Positionspapier der American Psychiatric Association (APA) besagt: „In den vergangenen vier Jahrzehnten konnten ‚reparative‘ Therapeuten keine überzeugenden Belege vorlegen, die ihren Heilungsansatz bestätigen würden. Ohne das Vorliegen eines solchen Beleges empfiehlt die APA ethischen Therapeuten, keine Versuche zu machen, die sexuelle Orientierung von Personen zu ändern und den medizinischen Grundsatz, den Patienten nicht zu schädigen, zu berücksichtigen.“
Zu den Organisationen, die den Gedanken reparativer Therapien ablehnen, zählen die National Association of Social Workers, die American Psychological Association, die American Psychiatric Association, die American Counseling Association sowie die American Academy of Pediatrics.

### Kontroverse
Exodus International erregte erstmals 1979 größeres öffentliches Aufsehen, als Michael Bussee, eines der fünf Gründungsmitglieder, die Gruppe wieder verließ, um mit Gary Cooper zusammenzuziehen, einem ehrenamtlichen Exodus-Mitarbeiter, der wie Bussee an der ersten Exoduskonferenz mitgearbeitet hatte, die zur Gründung von Exodus International geführt hatte. Mitauslöser war die Geschichte eines jungen Mannes, der sich nach Sex mit einem Unbekannten selbst verstümmelt hatte, um seine Schuld zu büßen. Später gingen Cooper und Bussee eine Lebenspartnerschaft ein. Ihre Geschichte ist eines der Themen der Dokumentation One Nation Under God (1993) von Teodoro Maniaci und Francine Rzeznik.
Michael Bussee und zwei weitere ehemalige führende Mitglieder von Exodus, die die Organisation 1990 respektive 2000 verlassen hatten, entschuldigten sich im Juli 2007 für den Schaden, den sie angerichtet haben.
Exodus beanspruchte zunächst für sich, Hunderten von Männern und Frauen geholfen zu haben; allerdings gab es für diesen Anspruch nie einen Beleg von unabhängiger Seite. Bis heute hat Exodus auch keinerlei Angaben gemacht, auf welchen Informationen diese Schätzung beruhte oder wie der Erfolg des Programms gemessen wurde.

### Die Paulk-Affäre
Exodus Internationals letzte und am stärksten beschädigende Affäre betraf John Paulk, der 1998 zum öffentlichen Gesicht einer Marketingaktion der Organisation geworden war. Paulk wurde in Focus on the Family aktiv und war gewählter Vorstandsvorsitzender von Exodus International North America. Eine ehemalige Prostituierte und Drag Queen, Paulk und seine Frau Anne (die sich selbst als ehemalige Lesbe bezeichnet) wurden für ihre Arbeit für Exodus als Beispiele für Ex-Gays bekannt gemacht. Im gleichen Jahr erschien Paulks persönliche Lebensgeschichte (geschrieben unter Beteiligung von Tony Marco) unter dem Titel Not Afraid to Change bei Winepress Publishing. In dem Buch beschreibt Paulk seine homosexuellen Ursprünge als Student an der Ohio State University, seine Karriere als Prostituierter und seine Angewohnheiten, zu lügen – alles Dinge, die durch seine Lebensübergabe an Jesus Christus beendet sein sollten. Das Buch sollte ein Zeugnis für christliche Leser und Leiter sein, die es als Beleg für die Kraft Christi für Lebensänderungen sahen.
Am 19. September 2000 wurde Paulk auf einer Vortragsreise beobachtet, wie er in Mr. P’s, einer Washingtoner Schwulenkneipe, trank und flirtete. Nachdem er sich als John Clint ausgegeben hatte, ein Name, den er in seinen Tagen in Ohio bereits verwendet hatte, kontaktierte jemand Wayne Besen, einen Mitarbeiter der Human Rights Campaign, einer Organisation der Lesben- und Schwulenbewegung. Als Besen 40 Minuten später in der Bar erschien und „John Clint“ konfrontierte, leugnete er, dass er tatsächlich John Paulk sei. Beim Verlassen der Bar wurde er als Beleg fotografiert. Als er später von Besen mit diesem Vorkommnis konfrontiert wurde, gab Paulk zu, in der Bar gewesen zu sein, aber behauptete, nicht gewusst zu haben, dass es sich um eine Schwulenkneipe handele und nur die Toilette habe aufsuchen wollen. Augenzeugen berichteten aber, dass Paulk sich dort länger als eine Stunde aufgehalten hatte, mit anderen Männern geflirtet habe und auf die Frage nach seiner sexuellen Orientierung gesagt habe, er sei schwul (siehe Besens Buch: Anything But Straight).
Paulk wurde in das Hauptquartier von Focus on the Family gerufen und von James Dobson zu diesem Vorfall befragt. Zuerst soll er ausweichend reagiert haben, letztlich aber zugegeben haben, dass er sich zum Flirten in der Bar aufgehalten habe. Paulk wurde darauf zuerst vorübergehend, später endgültig seiner Ämter enthoben.
Der Vorfall erregte nationales Interesse in Zeitungen und Nachrichtenmagazinen und warf die Frage über das Programm und die Wahl der Führung in der Organisation auf. Paulk verließ mit seiner Familie den Staat und zog um nach Oregon.

## Das Ende von Exodus
Exodus wies bis heute keine verlässliche Statistik der Therapiewirksamkeit vor, allerdings enthielt die Website eine Anzahl von Erklärungen, unter anderem eine des früheren Executive Directors Bob Davies.
Davies behauptete, dass er sich heute in nichtsexuellen Freundschaften mit heterosexuellen Männern – insbesondere aus der Gemeinde – wohlfühlt. „Mein ganzes Leben habe ich mich gegenüber anderen Männern sehr unsicher gefühlt. Durch gleichgeschlechtliche Bestätigung habe ich mich allmählich wie ‚einer von ihnen‘ gefühlt. Diese Wurzel meines homosexuellen Verlangens ist jetzt abgeschnitten.“ 
Nach der Bekanntgabe der Auflösung der Organisation entschuldigte sich ihr Leiter Chambers für das Leid, das seine Organisation homosexuell empfindenden Menschen zugefügt habe; er habe seine eigene sexuelle Orientierung nicht wahrhaben wollen:

„Es ist eigenartig, jemand zu sein, der selbst durch die kirchliche Behandlung der LGBT-Community geschädigt wurde, aber gleichzeitig jemand zu sein, der sich dafür entschuldigen muss, dass er Teil dieses ignoranten Systems war.“